# Joachim Lebreton
Joachim Lebreton (Saint-Méen-le-Grand, 7 de abril de 1760 - Río de Janeiro, 9 de julio de 1819) fue un intelectual, político y administrador francés. Desempeñó un papel relevante en el mundo artístico e intelectual de la Francia revolucionaria y napoleónica antes de exiliarse al Brasil donde falleció y donde dejó un importante legado como jefe de la Misión Artística Francesa y como pionero de la enseñanza artística académica en el país.